# Окладский, Иван Фёдорович
Иван Фёдорович Окладский (1859, дер. Оклад, Псковская губерния — 1925, СССР) — рабочий-слесарь, русский революционер, член партии «Народная воля», секретный сотрудник Департамента полиции.

## Биография
Родился в крестьянской семье. Родители перебрались на заработки в Санкт-Петербург. Отец приписался к мещанскому сословию города, вследствие чего и получил фамилию Окладский, затем занялся мелочной торговлей.
Будучи беспризорным, с 13 лет попал в среду членов партии «Народная воля». Народовольцы Василий Семёнович и Прасковья Семёновна Ивановские, С. Г. Ширяев, П. А. Алексеев, А. К. Пресняков и другие хорошо его знали и принимали участие в его судьбе. Окончил двухгодичное городское училище.
В 1874 году участвовал в деятельности Южно-российского союза рабочих в Одессе.
В сентябре 1879 года жил в Харькове, встретился там с А. И. Желябовым и был приглашён участвовать в покушении под Александровском.

Работал в динамитной мастерской в доме № 37 на Большой Подьяческой улице в Санкт-Петербурге.

Летом 1880 года был задействован в попытке покушения под Kаменным мостом в Санкт-Петербурге.
Арестован 4 июля 1880 года. По Процессу шестнадцати приговорен к смертной казни. Под влиянием таких людей, как С. Г. Ширяев и А. А. Квятковский, на суде держался достойно. Однако, оказавшись в камере смертников, смалодушничал и согласился сотрудничать с Департаментом полиции. В ночь с 3 на 4 ноября 1880 года к Окладскому в камеру Трубецкого бастиона Петропавловской крепости, уже после оглашения смертного приговора, но до объявления ему о замене смертной казни бессрочной каторгой, явился начальник Петербургского жандармского управления А. В. Комаров с целью возможного получения некоторых пояснений о деятельности партии «Народная воля». Окладский сообщил, что редактором газеты «Народная Воля» был Н. А. Морозов, живший с Ольгой Любатович, которая в качестве сестры и под фамилией Сидоренко жила с Окладским, в Туле в 1874 году.
После объявления тут же о замене ему смертной казни бессрочной каторгой, был немедленно переведён в Екатерининскую куртину в целях изоляции. Здесь, быстро поддавшись уговорам представителей Департамента полиции, выдал и лично указал две конспиративные квартиры партии «Народная Воля» на Подольской, д.11 и Большой Подьяческой, д.37 улицах, из которых в одной была типография, а в другой заготовлялся динамит. Это послужило причиной ареста Г. М. Фриденсона, А. И. Баранникова, Н. Н. Колодкевича, Н. В. Клеточникова и С. С. Златопольского. 27 февраля на основании полученных данных был произведён в квартире М. Н. Тригони арест Тригони и Желябова.
Одновременно он принимал участие в опознании как по карточкам, так и лично предъявленных ему террористов, — М. Н. Тригони, М. Ф. Фроленко, Н. А. Морозова и других. Кроме того, по предложению департамента полиции, Окладского подсаживали в соседние камеры Трубецкого бастиона, откуда он перестукивался с рядом сидящими заключенными. Вместе с тем Окладский сообщил Охранке о предполагавшемся взрыве Каменного моста, под который были заложены четыре резиновых подушки с динамитом, извлечённые 6 июня.
24 июня 1881 года бессрочная каторга была заменена — ссылкой на поселение в Восточную Сибирь, а затем — 15 октября 1882 года — ссылкой на Кавказ. 30 декабря 1882 года был отправлен на Кавказ. По пути следования в Харькове для опознания была показана Вера Фигнер. По прибытии на Кавказ, он был оставлен в Тифлисе, где в апреле 1883 года поступил секретным сотрудником в Тифлисское жандармское управление.
В январе 1889 года он был доставлен в Петербург и поступил негласным сотрудником департамента полиции с окладом в 150 рублей, которые получал вплоть до Февральской революции. Успешно завязав связи с деятелями петербургского подполья, предал кружок Н. К. Истоминой, А. Ю. Фейта и П. П. Румянцева, за что 11 сентября 1891 года по докладу министра внутренних дел получил полное помилование, с переименованием в Ивана Александровича Петровского, и переводом в сословие личных почетных граждан. 28 августа 1903 года Сенат Российской империи удовлетворил ходатайство о награждении его переводом в сословие потомственных почётных граждан.
Служил в Департаменте полиции сначала заведующим электрической станцией, а потом электромонтёром до самой Февральской революции.
После революции работал на заводе «Красная Заря» (Ленинград) в должности механика для лабораторных изысканий. Жил до ареста в доме № 10 по Адмиралтейскому проспекту.
Предательство Окладского было раскрыто в 1918 году Н. С. Тютчевым.
24 января 1924 года был арестован. Верховным судом РСФСР 14 января 1925 года был приговорён к смертной казни, замененной в связи с преклонным возрастом десятью годами лишения свободы.
Умер в местах лишения свободы в 1925 году.

## Мнения современников
В. И. Дмитриева:
«… Маленький, чёрный, с длинным, некрасивым лицом и неприятно бегающими глазами он, в своем засаленном пиджаке и сапогах бутылками, скорее подходил к типу деревенских прасолов. …Было что-то фальшивое и в его преувеличенно-развязных манерах, и в беспокойно бегающих глазах и в хвастливом тоне, с каким он рассказывал о своем участии в неудачном покушении на царский поезд под Александровском. …Окладский юлил перед Пресняковым и обращался с ним, как маленькая собачка перед большим бульдогом. А Пресняков этого не замечал и, по странной игре случая, этот истребитель шпионов и предателей даже и не подозревал в то время, что бок о бок с ним, в тесном содружестве, находится будущий предатель.»
А. В. Прибылёв:
«…Факт, что для „Народной Воли“ Окладский явился злым гением, именно его указания нанесли наиболее тяжелый и грандиозный удар по всей „Народной Воле“. Несомненно было для меня, что если-бы не этот удар, Народная Воля жила-бы много больше и принесла-бы больше пользы. После удара, нанесенного Окладским, сохранившиеся остатки сумели провести несколько крупных фактов, а в последующее время она стала падать…»
П. Е. Щеголев:
«…В середине ноября 1880 года Окладский был патентованным предателем, человеком, который в любой момент готов перестукиваться с кем угодно, опознавать и выдавать кого угодно».

## В художественной литературе
Шейнин Л. Р. Три провокатора: «Злой гений „Народной воли“» (рассказ). Сборник «Старый знакомый», 1957 г.
Трифонов Ю. Нетерпение. Роман, 1973.